# Porta praetoria
Porta praetoria su bila glavna vrata rimskog vojnog logora, koja su se nalazila s njegove sjeverne strane. Iza njih je započinjala via praetoria, koja je vodila na jug, do via principalis, glavne poprečne komunikacije u logoru, koja se pružala u smjeru istok-zapad.

## Vanjske poveznice
|  | Zajednički poslužitelj ima još gradiva o temi Porta praetoria |